# تششمهكبود (مقاطعة غيلانغرب)
تششمهكبود (بالفارسية: چشمه‌کبود) هي قرية تقع في كرمانشاه في إيران. يقدر عدد سكانها بـ 89 نسمة .